# Robert Wagner (homme politique)
Pour les articles homonymes, voir Robert Wagner et Wagner.
Robert Wagner, ingénieur et homme politique français, né le 6 mars 1911 à Thann (alors en Alsace-Lorraine), décédé le 3 avril 1988 à Vélizy-Villacoublay (Yvelines).

## Biographie
Gaulliste et membre du RPR, il fut maire de Vélizy-Villacoublay, durant près de 35 ans et a initié une politique de grands ensembles dans sa ville.

## Mandats électifs
- Conseil municipal de Vélizy-Villacoublay, Yvelines
  - Maire de 1953 à 1988, décédé en cours de mandat
- Assemblée nationale, représentant la sixième circonscription de Seine-et-Oise
  - 09/12/1958 - 09/10/1962 : Député de la Ie législature
  - 06/12/1962 - 02/04/1967 : Député de la IIe législature

- Assemblée nationale, représentant la sixième circonscription des Yvelines
  - 03/04/1967 - 30/05/1968 : Député de la IIIe législature
  - 11/07/1968 - 01/04/1973 : Député de la IVe législature
  - 02/04/1973 - 02/04/1978 : Député de la Ve législature
  - 03/04/1978 - 22/05/1981 : Député de la VIe législature
  - 02/07/1981 - 01/04/1986 : Député de la VIIe législature

- Assemblée nationale, représentant les Yvelines
  - 02/04/1986 - 03/04/1988 : Député de la VIIIe législature, décédé en cours de mandat

## Postérité
Une station de la ligne 6 du tramway d'Île-de-France porte son nom dans la même ville.